# José María Córdova nemzetközi repülőtér
A José María Córdova nemzetközi repülőtér (spanyolul Aeropuerto Internacional José María Córdova (IATA: MDE, ICAO: SKRG) egy nemzetközi repülőtér Kolumbiában Medellín közelében. A légikikötő 1985-ben nyílt meg. Éves utasforgalma 13 214 155 fő (2022).

## Légitársaságok és úticélok
2023-ban a José María Córdova nemzetközi repülőtérről az alábbi járatok indulnak:

### Személy
| Légitársaság           | Célállomások |
| ---------------------- | --- |
| Aeroméxico             | Mexico City |
| Air Europa             | Madrid |
| American Airlines      | Miami |
| Arajet                 | Santiago de los Caballeros, Santo Domingo–Las Américas |
| Avianca                | Armenia, Barranquilla, Bogotá, Bucaramanga, Cali, Cartagena, Cúcuta, Guayaquil, Madrid, Mexico City, Miami, Monteria, New York–JFK, Pereira, Punta Cana, Quito, Santa Marta Szezonális: Orlando, San Andrés Island, San Juan (2023. december 1) |
| Avianca Costa Rica     | San José (CR) |
| Copa Airlines          | Panama City–Tocumen |
| Copa Airlines Colombia | Panama City–Tocumen |
| EasyFly                | Pereira |
| EZAir                  | Curaçao |
| Jetair Caribbean       | Curaçao |
| JetBlue                | Fort Lauderdale |
| JetSmart Chile         | Santiago de Chile |
| JetSmart Perú          | Lima (2023. november 8.) |
| LATAM Colombia         | Barranquilla, Bogotá, Bucaramanga (2023. október 28-ig), Cartagena, Cúcuta (2023. október 28-ig), Miami (2023. október 22.), Monteria, Pereira, San Andrés Island, Santa Marta                                                                  |
| LATAM Perú             | Lima |
| Spirit Airlines        | Fort Lauderdale, Orlando |
| Wingo                  | Aruba, Bogotá, Cancún, Cartagena (2023. október 29), Havana, Panama City–Balboa, Panama City–Tocumen, Punta Cana, Santo Domingo–Las Americas |

### Cargo
| Légitársaság           | Célállomások                      |
| ---------------------- | --------------------------------- |
| Amerijet International | Miami                             |
| Avianca Cargo          | Lima, Miami, Quito, San José (CR) |
| FedEx                  | Miami                             |
| LATAM Cargo Brasil     | Miami                             |

## Forgalom
Az utasforgalom az elmúlt években az alábbi módon változott:
| Utasok száma | 2 056 371 | 2 247 389 | 2 367 555 | 3 541 020 | 5 077 540 | 6 535 443 | 6 903 820 | 8 036 411 | 3 085 601 | 13 214 155 |
|              | 2004      | 2006      | 2008      | 2010      | 2012      | 2014      | 2016      | 2018      | 2020      | 2022       |

## Kifutópályák
A repülőtér futópályái:
- 01/19 (3557 m, 45 m, aszfaltbeton)